# Giornata della Coscienza Nera
La Giornata della Coscienza Nera è una festività nazionale del Brasile creata nel 2003 e celebrata annualmente il 20 novembre. Inizialmente inserita come ricorrenza nel calendario scolastico, venne poi istituita ufficialmente a livello nazionale dalla legge n. 12.519, del 10 novembre 2011 e dichiarata giornata festiva in circa un migliaio di città in tutto il paese e negli stati di Alagoas, Amazonas, Amapá, Mato Grosso e Rio de Janeiro tramite decreti statali. Negli stati non aderenti alla legge, la responsabilità ricade sul singolo consiglio comunale che decide pertanto se la giornata verrà celebrata o meno.
La festività è dedicata all'inserimento del nero nella società brasiliana e la data scelta coincide con la morte di Zumbi dos Palmares, nel 1695, uno dei più grandi leader neri del Brasile che si batté per la liberazione del popolo contro il sistema schiavista. La Giornata della Coscienza Nera è considerata importante perché riconosce nei discendenti africani un elemento importante nella costruzione della società brasiliana. La data, tra le altre cose, solleva interrogativi sul razzismo, la discriminazione, l'uguaglianza sociale, l'inclusione dei neri nella società e la cultura afro-brasiliana e prevede la promozione di forum, dibattiti e altre attività che valorizzano la cultura africana.

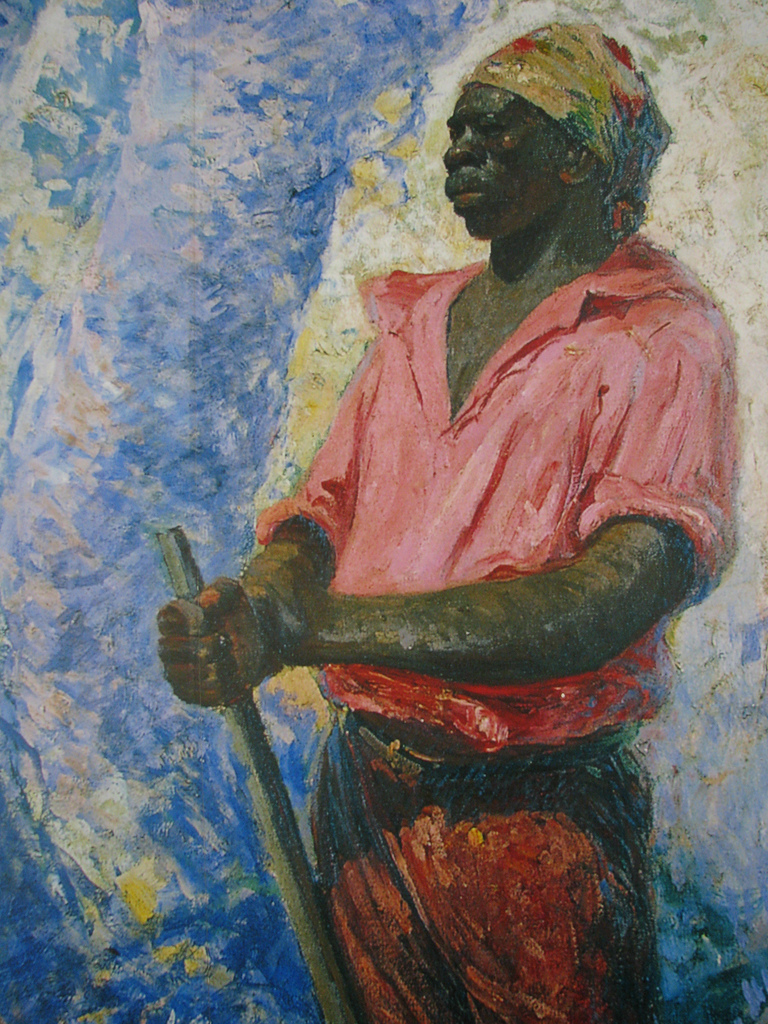
Zumbi of Palmares di Antônio Parreiras.

Storicamente, le celebrazioni del 20 novembre sono apparse nella seconda metà degli anni '70, nell'ambito delle lotte dei movimenti sociali contro il razzismo. Un sabato del 1970 un gruppo di neri del Rio Grande do Sul stabilì il 20 novembre come Giornata per la loro Coscienza, l'ideatore fu il poeta, professore e ricercatore (di Rio Grande do Sul) Oliveira Silveira. Silveira è stato uno dei fondatori del Gruppo Palmares, associazione che riunì a Porto Alegre attivisti e ricercatori della cultura nera brasiliana. Nel 1971, anno di fondazione del Gruppo, Silveira propone una data per commemorare il valore della comunità nera e il suo fondamentale contributo al Paese. Per ore, uomini e donne parlarono della storia di Zumbi e di un altro re di Palmares, Ganga Zumba, di come i neri furono portati dall'Africa al Brasile e le caratteristiche proprie della schiavitù in Brasile. Recitarono anche poesie di Castro Alves e Solano Trindade (1908–1974). La data che inizialmente doveva essere scelta era il 13 maggio; il gruppo di gaúchos frequentava circoli che avevano per lungo tempo messo in discussione la legittimità di quest'ultima data per i neri. Una pubblicazione della casa editrice Abril e altre ricerche sul quilombo dos Palmares portarono il gruppo a scegliere una nuova data: il 20 novembre, coincidente con la morte di Zumbi. Fu Oliveira Silveira, che sarebbe diventato uno dei più importanti intellettuali neri del paese a portare l'idea al gruppo, che approvò.

## Censura
L'epoca in questione era quella della dittatura militare e tre anni prima un AI-5 aveva ulteriormente irrigidito il regime. Quando sul quotidiano fu pubblicata una nota, dal titolo Zumbi - L'omaggio dei neri del teatro, per annunciare il suggestivo atto previsto per il giorno 20, il nome del gruppo (Gruppo Palmares), forse confuso con l'organizzazione armata VAR-Palmares (Vanguarda Armada Revolucionária Palmares), attirò su di sé molte attenzioni. Il gruppo pertanto venne minacciato dalla Polizia Federale. Per far sì che gli venisse tolta la censura dovettero descrivere l'intero copione dell'incontro e convincere gli agenti federali di non essere "sovversivi". Il documento, contenente un timbro di approvazione "aprovado", sottolinea che qualsiasi modifica avrebbe dovuto essere sottoposta ad autorizzazione.

## In Brasile

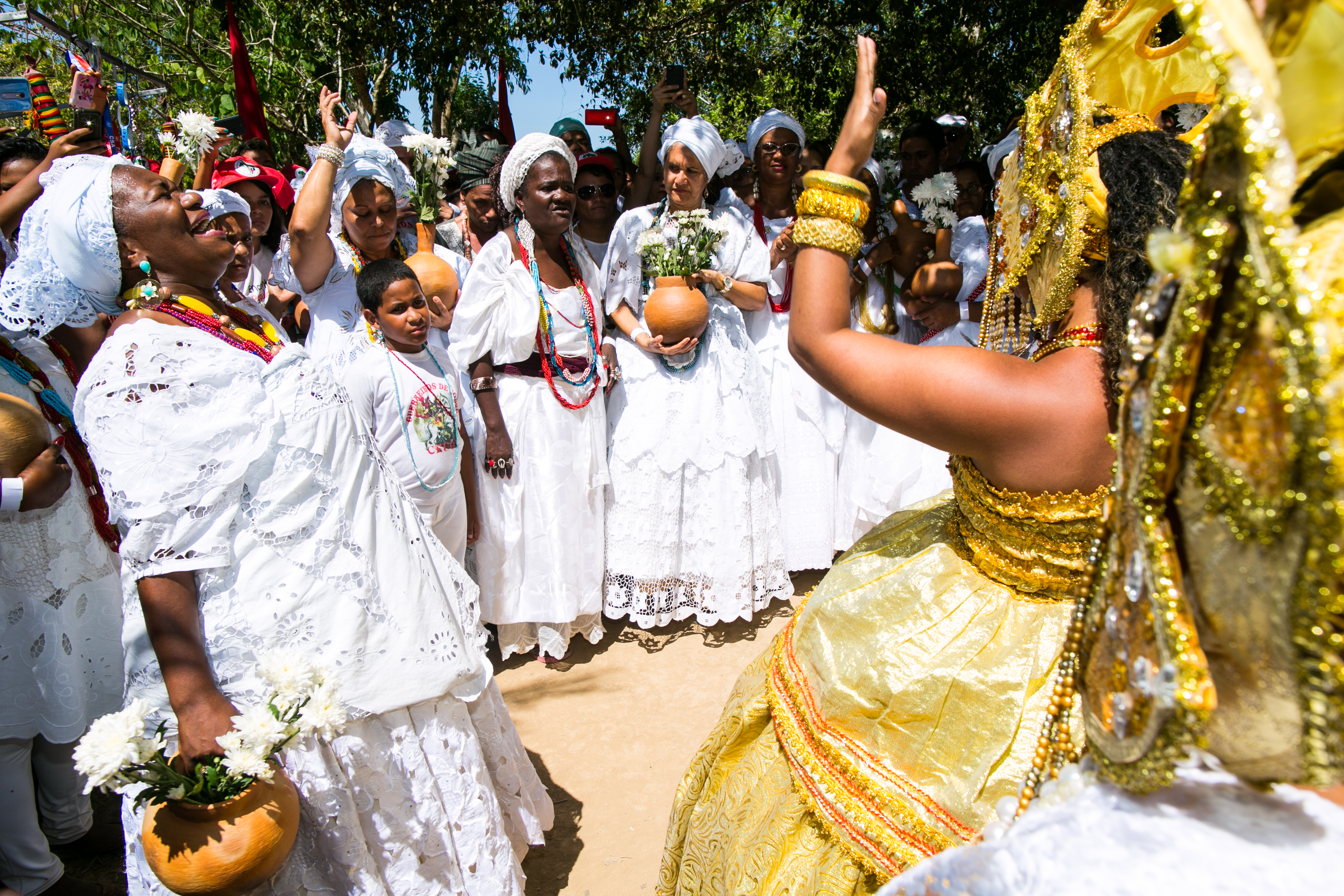
Celebrazioni della Giornata della Coscienza Nera a Serra da Barriga, dove si trovava il Quilombo dos Palmares.

Diversi stati e più di mille città nel paese adottarono la causa e istituirono la giornata attraverso leggi municipali e decreti statali. Alagoas fu il primo stato brasiliano a dichiarare come festivo il giorno della coscienza nera, nel 1955. Fu proprio ad Alagoas, allora appartenente al Pernambuco, che nacque Zumbi. Il Quilombo dos Palmares, il più famoso per la sua resistenza e organizzazione nei diversi villaggi e considerato anche il più grande quilombo territoriale del Brasile si trovava a Serra da Barriga, nell'attuale comune di União dos Palmares. La comunità dei quilombola durò circa cento anni e al suo apice, ospitò dai 25.000 ai 30.000 negri.
La giornata rende omaggio al leader del Quilombo dos Palmares, Zumbi, simbolo della resistenza nera in Brasile, ucciso in un'imboscata dalle truppe coloniali brasiliane nel 1695 in seguito agli attacchi al Quilombo de Palmares. La testa di Zumbi venne esposta in una piazza pubblica. L'importanza della giornata si rafforzò a partire dal 1978, quando nel paese apparve il Movimento Unificato Nero (MNU), che trasformò la data in una ricorrenza nazionale. Dal 1997 Zumbi fa parte del Libro degli Eroi della Patria, nel Pantheon della Patria e della Libertà.

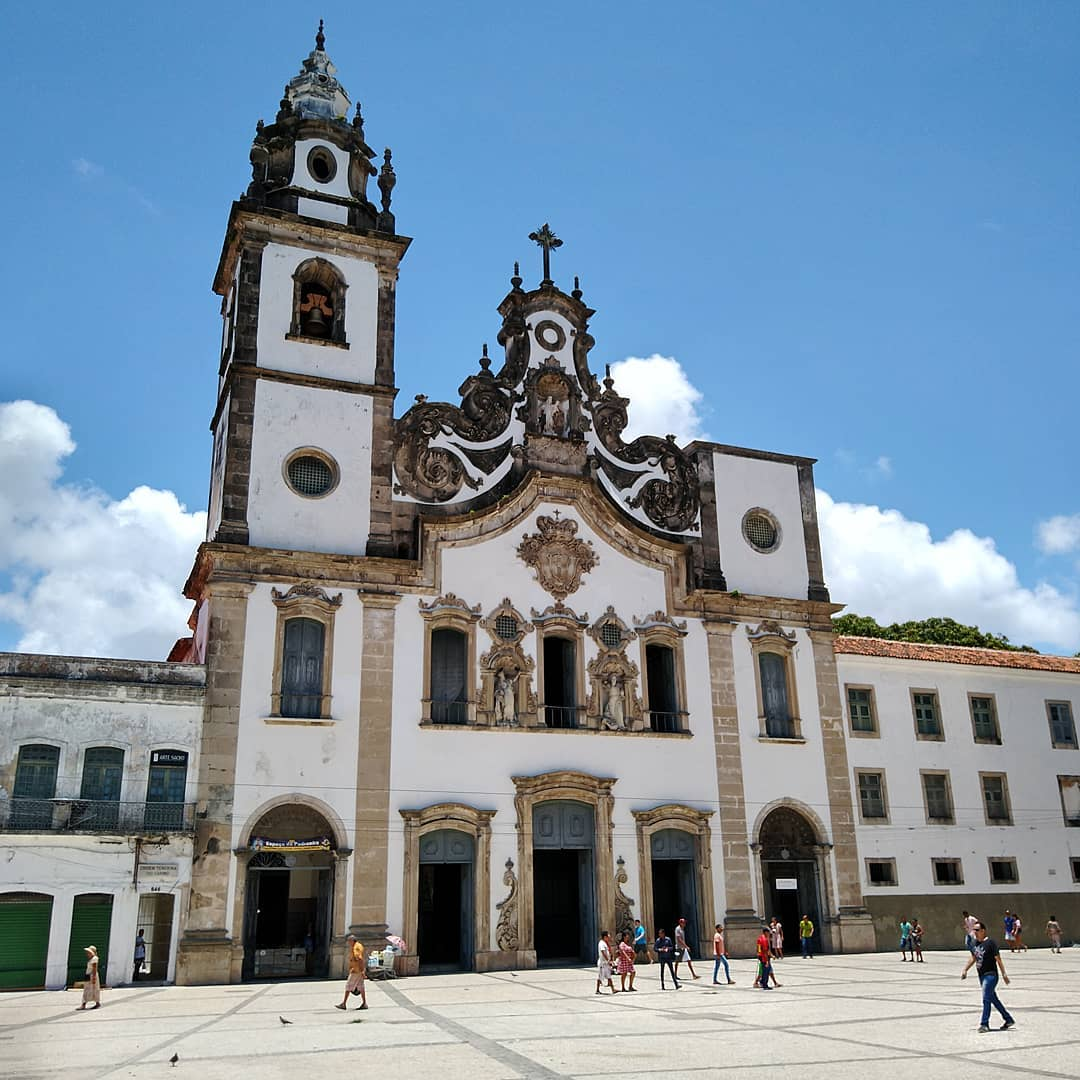
Pátio do Carmo, a Recife, capitale del Pernambuco, dove fu esposta la testa di Zumbi dos Palmares fino alla completa decomposizione.

Secondo la storica della Fondazione Culturale Palmares, Martha Rosa Queiroz, la data è un modo trovato dalla popolazione nera per rendere omaggio al leader al tempo dei quilombos, rafforzando così miti e riferimenti storici della cultura nera in Brasile e rafforzando così anche la leadership attuale. "È il giorno per ricordare il triste assassinio di Zumbi, considerato per legge un eroe nazionale per aver combattuto il razzismo", dice: La legge federale del 2011 (12.519) stabilisce il 20 novembre come Giornata nazionale della Coscienza Nera. L'adozione dei giorni festivi rimane a discrezione delle varie leggi comunali. Diverse attività si svolgono durante la settimana della suddetta data, come corsi, seminari, workshop, udienze pubbliche e marce tradizionali.
Nel 2003, La Giornata della Coscienza Nera è entrata nel calendario scolastico con una legge che impone l'insegnamento della storia e della cultura afro-brasiliana nelle scuole. Otto anni dopo, l'allora presidente Dilma Rousseff ha ufficializzato la data come Giornata Nazionale di Zumbi e della coscienza nera.
Due anni dopo la prima celebrazione, l'interrogatorio del gruppo gaúcho divenne notizia nazionale. "Questo è stato il momento più glorioso della storia dei neri in Brasile e, purtroppo, la nostra storiografia lo sminuisce sempre più nel tempo persino nella presentazione degli avvenimenti principali", ha detto Oliveira Silveira al Jornal do Brasil. Da quel momento in poi le manifestazioni che ricordano personalità di individui neri dimenticati, importanti da un punto di vista storico iniziarono ad essere replicate in altri angoli del paese, ogni novembre. Nel Rio Grande do Sul, ad esempio, luogo in cui nacque il Gruppo Palmares (sebbene una legge del 1987 includesse la giornata nel calendario ufficiale) non è un giorno festivo.